# 丹尼尔·加里森·布林頓

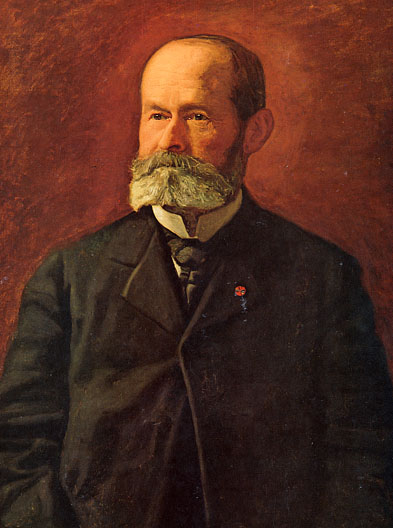
丹尼尔·加里森·布林頓

丹尼尔·加里森·布林頓（英語：Daniel Garrison Brinton, 1837年5月13日—1899年7月31日)是一位美国考古学家和民族学家。

## 生平
1858年毕业于耶鲁大学，曾在美国宾州大学任教，并曾就交替语音问题与著名人类学家法蘭茲·鮑亞士有过理论之争。